# Excorallana oculata
Excorallana oculata är en kräftdjursart som först beskrevs av Hansen 1890.  Excorallana oculata ingår i släktet Excorallana och familjen Corallanidae. Inga underarter finns listade i Catalogue of Life.